# Turn- und Sportgemeinschaft 1899 Hoffenheim 2004-2005
Questa voce raccoglie le informazioni riguardanti il Turn- und Sportgemeinschaft 1899 Hoffenheim nelle competizioni ufficiali della stagione 2004-2005.

## Stagione
Nella stagione 2004-2005 l'Hoffenheim, allenato da Hans-Dieter Flick, concluse il campionato di Regionalliga sud al 7º posto. In Coppa di Germania l'Hoffenheim fu eliminato al primo turno dall'Hansa Rostock.

## Rosa
| N. |                     | Ruolo | Calciatore      |
| -- | ------------------- | ----- | --------------- |
| 1  | Germania (bandiera) | P     | Kevin Knödler   |
| 2  | Germania (bandiera) | A     | Björn Weber     |
| 4  | Germania (bandiera) | D     | Michael Zepek   |
| 5  | Germania (bandiera) | D     | Marcel Throm    |
| 6  | Germania (bandiera) | C     | Matthias Born   |
| 8  | Turchia (bandiera)  | C     | Serhat Gülbas   |
| 9  | Germania (bandiera) | A     | Kai Herdling    |
| 10 | Germania (bandiera) | C     | Thomas Ollhoff  |
| 11 | Germania (bandiera) | A     | Danny Winkler   |
| 12 | Germania (bandiera) | D     | Denis Bindnagel |
| 13 | Germania (bandiera) | C     | Martin Lanig    |
| 14 | Germania (bandiera) | C     | Michael Öller   |
| 16 | Germania (bandiera) | C     | Dragan Paljić   |

| N. |                                 | Ruolo | Calciatore         |
| -- | ------------------------------- | ----- | ------------------ |
| 17 | Germania (bandiera)             | C     | Sandro Cescutti    |
| 18 | Bosnia ed Erzegovina (bandiera) | C     | Nevzet Zukic       |
| 19 | Germania (bandiera)             | C     | Sebastian Hofmann  |
| 20 | Germania (bandiera)             | P     | Thomas Hillenbrand |
| 21 | Germania (bandiera)             | C     | Timo Böttjer       |
| 22 | Germania (bandiera)             | D     | Kai Mühlbauer      |
| 23 | Germania (bandiera)             | C     | Heiko Petersen     |
| 26 | Germania (bandiera)             | A     | Heiko Throm        |
| 27 | Germania (bandiera)             | D     | Christian Daub     |
| 28 | Germania (bandiera)             | D     | Matthias Örüm      |
| 29 | Germania (bandiera)             | D     | Michael Kümmerle   |
|    | Germania (bandiera)             | D     | Manuel Kaufmann    |
|    | Germania (bandiera)             | C     | Oguzhan Biyik      |

## Organigramma societario
Area tecnica
- Allenatore: Hans-Dieter Flick
- Allenatore in seconda: Alfred Schön
- Preparatore dei portieri: Uwe Nägele
- Preparatori atletici:
- Analisi video:

## Calciomercato

### Sessione estiva
| Acquisti | Acquisti          | Acquisti          | Acquisti |
| R.       | Nome              | da                | Modalità |
| -------- | ----------------- | ----------------- | -------- |
| A        | Florian Galuschka | Schweinfurt 05    |          |
| D        | Michael Kümmerle  | Greuther Fürth    |          |
| D        | Kai Mühlbauer     | Sandhausen        |          |
| C        | Michael Öller     | Saarbrücken       |          |
| D        | Matthias Örüm     | Wacker Burghausen |          |
| C        | Dragan Paljić     | Olympia Laupheim  |          |
| C        | Heiko Petersen    | Lubecca           |          |
| A        | Björn Weber       | SGK Heidelberg    |          |
| A        | Danny Winkler     | Eintracht Treviri |          |
| D        | Michael Zepek     | Karlsruhe         |          |
| C        | Nevzet Zukic      | Lucerna           |          |

| Cessioni | Cessioni         | Cessioni           | Cessioni |
| R.       | Nome             | a                  | Modalità |
| -------- | ---------------- | ------------------ | -------- |
| D        | Sebastian Haag   | Nöttingen          |          |
| C        | Adil El-Barhami  | TSG 62/09 Weinheim |          |
| D        | Jochen Endreß    | Hoffenheim II      |          |
| C        | Andreas Gaber    | Astoria Walldorf   |          |
| C        | Marcus Klandt    | Eschborn           |          |
| D        | Max Kümmerling   | VfR Mannheim       |          |
| A        | Felix Luz        | Stoccarda II       |          |
| A        | Sascha Maier     | Pfullendorf        |          |
| C        | Christian Möckel | Lubecca            |          |
| P        | Marjan Petković  | Sandhausen         |          |
| A        | Sascha Ropic     | Feucht             |          |
| C        | Stephan Sieger   | Kickers Offenbach  |          |
| D        | Thorsten Thee    | Sandhausen         |          |
| C        | Sachar Theres    | Darmstadt          |          |
| D        | Alexander Welz   | Hoffenheim II      |          |

### Sessione invernale
| Acquisti | Acquisti      | Acquisti      | Acquisti |
| R.       | Nome          | da            | Modalità |
| -------- | ------------- | ------------- | -------- |
| C        | Oguzhan Biyik | Stoccarda U19 |          |

| Cessioni | Cessioni          | Cessioni       | Cessioni |
| R.       | Nome              | a              | Modalità |
| -------- | ----------------- | -------------- | -------- |
| A        | Florian Galuschka | Monaco 1860 II |          |

## Risultati

### Regionalliga

#### Girone di andata
| Arbitro: | Sippel |

|  |           |                         |
|  | Marcatori | 23’ (rig.), 90’ Ollhoff |

| Arbitro: | Pickel |

|                  |           |  |
| Winkler 32’, 38’ | Marcatori |  |

| Arbitro: | Walz |

|                   |           |                              |
| Melunovic 7’, 31’ | Marcatori | 15’ Weber 69’ (rig.) Ollhoff |

| Arbitro: | Bielmeier |

|               |           |                                   |
| Galuschka 86’ | Marcatori | 40’ Willmann 61’ Delic 85’ Nessos |

| Arbitro: | Dingert |

|                               |           |  |
| Holzer 48’ Schäfer 63’ (rig.) | Marcatori |  |

| Arbitro: | Maier |

|  |           |                   |
|  | Marcatori | 72’ (rig.) Türker |

| Arbitro: | Welz |

|                              |           |  |
| Méndez 27’ Schmid 65’ (rig.) | Marcatori |  |

| Arbitro: | Vogler |

|                                |           |                |
| Winkler 39’ (rig.), 63’ (rig.) | Marcatori | 42’ Rahmanovic |

| Arbitro: | Kempter |

|  |           |                                           |
|  | Marcatori | 10’ (rig.) Winkler 65’ Zukic 84’ Herdling |

| Arbitro: | Drees |

|                                                       |           |          |
| Winkler 14’ Bindnagel 17’, 48’ Zukic 19’ Cescutti 64’ | Marcatori | 79’ Köck |

| Elversberg 15 ottobre 2004, ore 19:00 CEST 11ª giornata | Elversberg | 0 – 0 referto | Hoffenheim | Waldstadion an der Keiserlinde (800 spett.)\| Arbitro: \| Pflaum \| |
| Arbitro:                                                | Pflaum     |               |            |                                                                     |

| Arbitro: | Palilla |

|              |           |  |
| Bindnagel 4’ | Marcatori |  |

| Arbitro: | Christ |

|                                 |           |                                          |
| Winkler 68’ Örüm 74’ Paljić 75’ | Marcatori | 49’, 56’ (rig.) Guerrero 77’ Kılıçarslan |

| Arbitro: | Wagner |

|  |           |             |
|  | Marcatori | 78’ Ollhoff |

| Arbitro: | Kempter |

|            |           |  |
| Ollhoff 2’ | Marcatori |  |

| Arbitro: | Schlutius |

|                   |           |              |
| Gómez 56’ Luz 84’ | Marcatori | 65’ Cescutti |

| Arbitro: | Aytekin |

|                 |           |                |
| Paljić 34’, 68’ | Marcatori | 44’ Schumacher |

#### Girone di ritorno
| Arbitro: | Greth |

|                                                                   |           |            |
| Örüm 13’ (rig.) Seeber 28’ (aut.) Throm 29’ Ollhoff 36’ Zepek 70’ | Marcatori | 63’ Seeber |

| Arbitro: | Kircher |

|                               |           |              |
| Benda 11’ Braun 27’ Römer 83’ | Marcatori | 16’ Cescutti |

| Arbitro: | Hofmann |

|  |           |                              |
|  | Marcatori | 37’ Boskovic 51’ Sprecakovic |

| Coblenza 28 marzo 2005, ore 15:00 CEST 21ª giornata | Coblenza | 0 – 0 referto | Hoffenheim | Stadion Oberwerth (2 652 spett.)\| Arbitro: \| Greth \| |
| Arbitro:                                            | Greth    |               |            |                                                         |

| Arbitro: | Wagner |

|           |           |           |
| Lanig 29’ | Marcatori | 21’ Adler |

| Arbitro: | Albrecht |

|                                                            |           |                       |
| Sieger 9’ Türker 10’, 74’ Ćirić 27’ Müller 38’ Mintzel 72’ | Marcatori | 36’ Ollhoff 50’ Throm |

| Arbitro: | Kristek |

|                                 |           |                                              |
| Bindnagel 72’ Paljić 81’ (rig.) | Marcatori | 20’, 75’ Zellner 57’ Salonen 90’ Dürschinger |

| Arbitro: | Maier |

|                       |           |           |
| Malchow 7’ Härter 59’ | Marcatori | 49’ Throm |

| Arbitro: | Vogler |

|                 |           |                         |
| Örüm 86’ (rig.) | Marcatori | 90’ (rig.) Svjetlanovic |

| Arbitro: | Kampka |

|             |           |           |
| Mbwando 28’ | Marcatori | 68’ Throm |

| Arbitro: | Schlutius |

|                                                          |           |             |
| Hofmann 19’ Cescutti 38’ Throm 60’ Paljić 69’ Gülbas 84’ | Marcatori | 40’ Nagorny |

| Arbitro: | Brombacher |

|                      |           |           |
| Schlabach 32’ (rig.) | Marcatori | 52’ Lanig |

| Arbitro: | Karle |

|                    |           |  |
| Ortiz 54’ Ottl 90’ | Marcatori |  |

| Arbitro: | Drees |

|                                              |           |  |
| Örüm 3’ (rig.) Hofmann 35’ Döring 39’ (aut.) | Marcatori |  |

| Arbitro: | Bauer |

|                                  |           |                          |
| Saridogan 5’ Leitl 48’ Uster 76’ | Marcatori | 52’ Cescutti 71’ Hofmann |

| Arbitro: | Hofmann |

|                                                  |           |                            |
| Throm 31’ Hofmann 45’ Bindnagel 46’ Cescutti 84’ | Marcatori | 24’ Gentner 60’, 80’ Gómez |

| Arbitro: | Brych |

|  |           |                        |
|  | Marcatori | 3’ Throm 29’ Bindnagel |

### Coppa di Germania
| Arbitro: | Perl |

|             |           |                   |
| Ollhoff 16’ | Marcatori | 60’, 69’ Di Salvo |

## Statistiche

### Statistiche di squadra
| Competizione      | Punti | In casa | In casa | In casa | In casa | In casa | In casa | In trasferta | In trasferta | In trasferta | In trasferta | In trasferta | In trasferta | Totale | Totale | Totale | Totale | Totale | Totale | DR |
| Competizione      | Punti | G       | V       | N       | P       | Gf      | Gs      | G            | V            | N            | P            | Gf           | Gs           | G      | V      | N      | P      | Gf     | Gs     | DR |
| ----------------- | ----- | ------- | ------- | ------- | ------- | ------- | ------- | ------------ | ------------ | ------------ | ------------ | ------------ | ------------ | ------ | ------ | ------ | ------ | ------ | ------ | -- |
| Regionalliga sud  | 50    | 17      | 10      | 3       | 4       | 38      | 23      | 17           | 4            | 5            | 8            | 19           | 26           | 34     | 14     | 8      | 12     | 57     | 49     | +8 |
| Coppa di Germania | -     | 1       | 0       | 0       | 1       | 1       | 2       | 0            | 0            | 0            | 0            | 0            | 0            | 1      | 0      | 0      | 1      | 1      | 2      | -1 |
| Totale            | 50    | 18      | 10      | 3       | 5       | 39      | 25      | 17           | 4            | 5            | 8            | 19           | 26           | 35     | 14     | 8      | 13     | 58     | 51     | +7 |

### Andamento in campionato
| Giornata  | 1 | 2 | 3 | 4 | 5  | 6  | 7  | 8  | 9 | 10 | 11 | 12 | 13 | 14 | 15 | 16 | 17 | 18 | 19 | 20 | 21 | 22 | 23 | 24 | 25 | 26 | 27 | 28 | 29 | 30 | 31 | 32 | 33 | 34 |
| --------- | - | - | - | - | -- | -- | -- | -- | - | -- | -- | -- | -- | -- | -- | -- | -- | -- | -- | -- | -- | -- | -- | -- | -- | -- | -- | -- | -- | -- | -- | -- | -- | -- |
| Luogo     | T | C | T | C | T  | C  | T  | C  | T | C  | T  | C  | C  | T  | C  | T  | C  | C  | T  | C  | T  | C  | T  | C  | T  | C  | T  | C  | T  | T  | C  | T  | C  | T  |
| Risultato | V | V | N | P | P  | P  | P  | V  | V | V  | N  | V  | N  | V  | V  | P  | V  | V  | P  | P  | N  | N  | P  | P  | P  | N  | N  | V  | N  | P  | V  | P  | V  | V  |
| Posizione | 3 | 2 | 2 | 7 | 11 | 12 | 14 | 11 | 9 | 5  | 6  | 5  | 6  | 4  | 4  | 5  | 3  | 3  | 3  | 4  | 5  | 5  | 7  | 9  | 10 | 8  | 8  | 8  | 8  | 9  | 8  | 8  | 7  | 7  |

Legenda:

Luogo: C = Casa; T = Trasferta. Risultato: V = Vittoria; N = Pareggio; P = Sconfitta.

### Statistiche dei giocatori
| Giocatore      | Regionalliga sud | Regionalliga sud | Regionalliga sud | Regionalliga sud | Coppa di Germania | Coppa di Germania | Coppa di Germania | Coppa di Germania | Totale   | Totale | Totale      | Totale     |
| Giocatore      | Presenze         | Reti             | Ammonizioni      | Espulsioni       | Presenze          | Reti              | Ammonizioni       | Espulsioni        | Presenze | Reti   | Ammonizioni | Espulsioni |
| -------------- | ---------------- | ---------------- | ---------------- | ---------------- | ----------------- | ----------------- | ----------------- | ----------------- | -------- | ------ | ----------- | ---------- |
| D. Bindnagel   | 32               | 6                | 6                | 0                | 1                 | 0                 | 0                 | 0                 | 33       | 6      | 6           | 0          |
| O. Biyik       | 2                | 0                | 0                | 0                | 0                 | 0                 | 0                 | 0                 | 2        | 0      | 0           | 0          |
| M. Born        | 9                | 0                | 3                | 0                | 0                 | 0                 | 0                 | 0                 | 9        | 0      | 3           | 0          |
| T. Böttjer     | 23               | 0                | 1                | 1                | 0                 | 0                 | 0                 | 0                 | 23       | 0      | 1           | 1          |
| S. Cescutti    | 33               | 6                | 4                | 0                | 1                 | 0                 | 0                 | 0                 | 34       | 6      | 4           | 0          |
| C. Daub        | 17               | 0                | 1                | 0                | 0                 | 0                 | 0                 | 0                 | 17       | 0      | 1           | 0          |
| F. Galuschka   | 6                | 1                | 0                | 0                | 0                 | 0                 | 0                 | 0                 | 6        | 1      | 0           | 0          |
| S. Gülbas      | 11               | 1                | 1                | 0                | 0                 | 0                 | 0                 | 0                 | 11       | 1      | 1           | 0          |
| K. Herdling    | 20               | 1                | 1                | 0                | 1                 | 0                 | 0                 | 0                 | 21       | 1      | 1           | 0          |
| T. Hillenbrand | 12               | 0                | 0                | 0                | 0                 | 0                 | 0                 | 0                 | 12       | 0      | 0           | 0          |
| S. Hofmann     | 12               | 4                | 1                | 0                | 0                 | 0                 | 0                 | 0                 | 12       | 4      | 1           | 0          |
| M. Kaufmann    | 1                | 0                | 0                | 0                | 0                 | 0                 | 0                 | 0                 | 1        | 0      | 0           | 0          |
| K. Knödler     | 22               | 0                | 0                | 0                | 1                 | 0                 | 0                 | 0                 | 23       | 0      | 0           | 0          |
| M. Kümmerle    | 3                | 0                | 1                | 0                | 0                 | 0                 | 0                 | 0                 | 3        | 0      | 1           | 0          |
| M. Lanig       | 28               | 2                | 4                | 0                | 1                 | 0                 | 0                 | 0                 | 29       | 2      | 4           | 0          |
| K. Mühlbauer   | 4                | 0                | 0                | 0                | 0                 | 0                 | 0                 | 0                 | 4        | 0      | 0           | 0          |
| T. Ollhoff     | 20               | 7                | 3                | 2                | 1                 | 1                 | 0                 | 0                 | 21       | 8      | 3           | 2          |
| D. Paljić      | 23               | 5                | 2                | 0                | 0                 | 0                 | 0                 | 0                 | 23       | 5      | 2           | 0          |
| H. Petersen    | 20               | 0                | 3                | 1                | 1                 | 0                 | 0                 | 0                 | 21       | 0      | 3           | 1          |
| H. Throm       | 15               | 5                | 5                | 0                | 1                 | 0                 | 0                 | 0                 | 16       | 5      | 5           | 0          |
| M. Throm       | 29               | 2                | 2                | 1                | 1                 | 0                 | 0                 | 0                 | 30       | 2      | 2           | 1          |
| B. Weber       | 24               | 1                | 1                | 0                | 1                 | 0                 | 0                 | 0                 | 25       | 1      | 1           | 0          |
| D. Winkler     | 18               | 7                | 5                | 0                | 1                 | 0                 | 0                 | 0                 | 19       | 7      | 5           | 0          |
| M. Zepek       | 24               | 1                | 2                | 0                | 1                 | 0                 | 0                 | 0                 | 25       | 1      | 2           | 0          |
| N. Zukic       | 22               | 2                | 1                | 0                | 0                 | 0                 | 0                 | 0                 | 22       | 2      | 1           | 0          |
| M. Öller       | 11               | 0                | 1                | 0                | 1                 | 0                 | 0                 | 0                 | 12       | 0      | 1           | 0          |
| M. Örüm        | 33               | 4                | 7                | 0                | 1                 | 0                 | 0                 | 0                 | 34       | 4      | 7           | 0          |